# Istrana
Istrana es una localidad y comune italiana de la provincia de Treviso, región de Véneto, con 9.073 habitantes. La ciudad es conocida por su aeropuerto militar, sede del 51° "Stormo" de la Fuerza Aérea.

## Geografía física
El municipio de Istrana está situado al oeste de Treviso y al este de Castelfranco Veneto. Limita al sur con los municipios de Morgano, al este con Paese, al suroeste con Piombino Dese (PD), al norte con Trevignano y al oeste con Vedelago; sus aldeas son: Ospedaletto, Pezzan, Sala, Villanova. 
El territorio se caracteriza por un perfil geométrico regular, con variaciones de altitud apenas perceptibles. La ciudad es mayoritariamente plana. El río Sile discurre al sur de la aldea de Ospedaletto, que en este tramo inicial se caracteriza por numerosos brazos y humedales ricos en resurgimientos. La zona está protegida por el Parque Natural Regional del Río Sile.

## Evolución demográfica
| Gráfica de evolución demográfica de Istrana entre 1861 y 2021 |
|                                                               |
| Fuente ISTAT - elaboración gráfica de Wikipedia               |

## Etnias y minorías extranjeras
A 31 de diciembre de 2023, los extranjeros residentes en el municipio eran 735, es decir, el 8,1% de la población. Los grupos más grandes se muestran a continuación:
1. Kosovo 158
2. Rumania 110
3. China 117
4. Macedonia del Norte 44
5. Albania 37
6. Marruecos 35
7. Colombia 23
8. Senegal 23